# الهند في العصور الوسطى
الهند في العصور الوسطى هو مصطلح يشير إلى فترة طويلة من تاريخ شبه القارة الهندية بين «العصر القديم» و«العصر الحديث». وتمتد هذه الفترة من القرن السادس حتى القرن السادس عشر، وتغطي بشكل أساسي مناطق البلدان الحديثة بنغلاديش والهند وباكستان.

## تعريفات
تشمل أحد التعريفات، المستخدمة في بقية هذه المقالة، الفترة من القرن السادس، «النصف الأول من القرن السابع»، أو القرن الثامن حتى القرن السادس عشر، متزامنًة بشكل أساسي مع العصور الوسطى في أوروبا. ويمكن تقسيمها إلى فترتين: «فترة العصور الوسطى المبكرة» التي استمرت من القرن السادس حتى القرن الثالث عشر، و«فترة أواخر العصور الوسطى» التي استمرت من القرن الثالث عشر حتى القرن السادس عشر، وانتهت ببداية إمبراطورية المغول في عام 1526. غالبًا ما يُشار إلى العصر المغولي، من القرن السادس عشر حتى القرن الثامن عشر، على أنه العصر الحديث المبكر، ولكنه يُدرج أيضًا في بعض الأحيان في فترة «أواخر العصور الوسطى».
هناك تعريف بديل، غالبًا ما يُرى عند المؤلفين الأحدث الذين ما زالوا يستخدمون المصطلح، ويجعل بداية العصور الوسطى تمتد أبكر، إلى نحو 1000 م، أو إلى القرن الثاني عشر. وقد يؤجل نهاية العصور الوسطى إلى القرن الثامن عشر، ما يجعل الفترة في الواقع ما بين بداية الهيمنة الإسلامية (على الأقل في شمال الهند) والهند البريطانية. أو فترة «القرون الوسطى المبكرة» بداية من القرن الثامن وانتهاءً بالقرن الحادي عشر.
غالبًا ما يعارض استخدام مصطلح «القرون الوسطى» بكامله كمصطلح يدل على فترات في التاريخ الهندي، وربما أصبح أكثر ندرة (هناك نقاش مماثل فيما يخص تاريخ الصين). إذ يُقال إنه لا بداية ولا نهاية الفترة تشير حقًا إلى تغيرات أساسية في التاريخ الهندي، يمكن مقارنتها بمثيلاتها الأوروبية. ما يزال بيرتون شتاين يستخدم هذا المفهوم في كتابه تاريخ الهند (1998)، مشيرًا إلى الفترة بين إمبراطورية جوبتا حتى الإمبراطورية المغولية، ولكن أحدث المؤلفين الذين استخدموه هم من الهند. من المفهوم أنهم غالبًا ما يحددون الفترة التي يغطونها في عناوينهم.

## الفترات

### العصور الوسطى المبكرة
يُنظر إلى بداية هذه الفترة عادةً على أنها الانهيار البطيء لإمبراطورية جوبتا من نحو عام 480 حتى عام 550، وانتهاء الفترة «الكلاسيكية»، بالإضافة إلى «الهند القديمة»، على الرغم من أن هذين المصطلحين قد يستخدمان كذلك لفترات ذات تواريخ مختلفة بشكل كبير، خاصة في المجالات المتخصصة مثل تاريخ الفن أو الدين. أما البديل الآخر لتسمية الفترة السابقة هو «التاريخ المبكر» ويمتد من القرن السادس قبل الميلاد حتى القرن السادس الميلادي، وفقًا لروميلا ثابار.
لم تكن هناك دول كبيرة حتى قيام سلطنة دلهي، على الأقل في شمال الهند، ثم قيام إمبراطورية المغول، ولكن العديد من السلالات المختلفة حكمت مناطق كبيرة لفترات طويلة، بالإضافة إلى العديد من السلالات الأخرى التي حكمت مناطق أصغر، والتي كانت غالبًا تدفع نوعًا من الجزية للدول الأكبر. يضع جون كياي العدد النموذجي للأسر الحاكمة في شبه القارة الهندية في أي وقت بين 20 و40، دون أن يشمل الراجا (الحكام) المحليين.
- سلالة براتيهارا، كانت آخر سلالة من شمال الهند تنافس إمبراطورية جوبتا في الحجم وحكمت معظم أجزاء الهند من القرن السادس حتى القرن الحادي عشر. ونجحوا في وقف الزحف الإسلامي باتجاه الهند لما يقرب من 400 عام. ودمروا جيوش المسلمين حسب الروايات العربية. عاصمتهم كانت قنوج وكانت أول إمبراطورية من رشسسجك سيجبوت. ويمكن تمييزهم عن الممالك الأخرى لتسميتهم البراتيهارا الإمبراطوريون.
- سلالة راشتراكوتا، كانت سلالة كنادية حكمت أجزاء كبيرة من شبه القارة الهندية بين القرنين السادس والعاشر وشيدت موقعي التراث العالمي إلورا وماهاراشترا.
- تشالوكيا الشرقية، من القرن السابع حتى القرن الثاني عشر، هي سلالة كنادية من جنوب الهند كانت مملكتها تقع في ولاية أندرا برديش الحالية، وكانوا من نسل تشالوكيا الغربية.
- سلالة بالافا، حكام التيلوغو وبعض مناطق التاميل من القرن السادس حتى القرن التاسع.
- إمبراطورية بالا، آخر الحكام البوذيين الرئيسيين، من القرن الثامن حتى القرن الثاني عشر في البنغال. سيطرت لفترة وجيزة على معظم شمال الهند في القرن التاسع.
- إمبراطورية تشولا، كانت إمبراطورية في جنوب الهند التي حكمت من ولاية تاميل نادو وامتدت لتشمل مناطق جنوب شرق آسيا في أوجها. من القرن التاسع حتى القرن الثالث عشر.
- إمبراطورية هارشا، تمكنت لفترة قصيرة من السيطرة على معظم شمال الهند، من عام 601 حتى عام 647، تحت حكم هارشا من سلالة فاردانا.
- إمبراطورية تشالوكيا الغربية، حكمت معظم غرب ديكان وبعض جنوب الهند، بين القرنين العاشر والثاني عشر. تحدثوا اللغة الكنادية، وكانت عاصمتهم في بادامي.
- سلالة كالاتشوري، حكمت مناطق في وسط الهند خلال القرنين العاشر والثاني عشر.
- سلالة غانغا الغربية، كانت سلالة حاكمة مهمة في كارناتاكا القديمة، وغالبًا كانت تحت سيطرة الدول الأكبر، من نحو عام 350 حتى عام 1000 بعد الميلاد. بُني تمثال باهوبالي الكبير في شراوانا بيلغولا خلال فترة حكمهم.
- سلالة الغانغا الشرقية، كانت سلالة ملكية تحكم منطقة أوديشا وتنحدر من سلالة غانغا الغربية الكنادية وإمبراطورية تشولا التاميلية. لقد بنوا معبد الشمس (كونارك) الشهير ومعبد جاغاناث في بوري.
- إمبراطورية هويسالا، كانت إمبراطورية كنادية بارزة في جنوب الهند، وحكمت معظم ولاية كارناتاكا الحديثة بين القرنين العاشر والرابع عشر. كانت عاصمة هويسالا في البداية تقع في بيلور ولكنها نقلت لاحقًا إلى هالبيدو.
- مملكة كاكاتيا، كانت سلالة من التيلوغو حكمت معظم ولاية أندرا برديش الحالية، من عام 1083 حتى عام 1323 م.
- سلالة سينا، كانت سلالة هندوسية حكمت من البنغال خلال القرنين الحادي عشر والثاني عشر. غطت الإمبراطورية في ذروتها معظم المنطقة الشمالية الشرقية من شبه القارة الهندية. تتبع أصول حكام أسرة سينا إلى منطقة كارناتاكا في جنوب الهند.
- كاماروبا، من القرن الرابع حتى القرن الثاني عشر في ولاية آسام، حكمتها ثلاث سلالات.